# Nikola Zelić
Nikola V. Zelić (Obrovac, 27. novembra 1946) srpski je ekonomista koji se bavio teorijskim i praktičnim aspektima jugoslovenskog samoupravnog privrednog sistema i samoupravnog preduzeća, pitanjima privredne tranzicije, kao i konsultantskim radom u oblasti poslovne ekonomije.

## Život i školovanje
Nikola V. Zelić rođen je 1946. godine u Obrovcu, u Severnoj Dalmaciji.
Od 1954. godine živi u Turiji, u Vojvodini, gde je završio osnovnu školu, a gimnaziju u Bečeju 1965. godine. Ekonomski fakultet završava u Subotici 1969. godine.  

## Radni vek i karijera
Nakon studija, od 1969. do 1986. godine radio je u Institutu ekonomskih nauka (IEN) u Beogradu, koji je u to vreme bio jedna od vodećih institucija u oblasti ekonomske teorije, posebno makroekonomije.
Tokom rada u IEN, magistrirao je 1972. godine na Ekonomskom fakultetu Univerziteta u Beogradu, gde je 1981. godine odbranio i doktorsku disertaciju. Pored toga, neko vreme radio je kao docent na istom fakultetu.
Od 1986. do 1990. godine bio je član Izvršnog saveta grada Beograda, zadužen za finansije. Od 1990. godine bavi se konsultantskim radom u oblasti poslovne ekonomije. Radio je u Institutu za ekonomiku investicija do 1993, zatim u konsultantskoj firmi CES MECON do 1997. godine, a od 1997. do 2016. u konsultantskom preduzeću FACTIS, čiji je bio suvlasnik.

## Društveni i stručni angažmani
Učestvovao je u brojnim državnim timovima za stručne poslove od javnog interesa, kao što su tim za antiinflacionu politiku tokom hiperinflacije u Jugoslaviji i Srbiji početkom 1990-ih i tim za izradu Zakona o privrednim društvima 2004. godine. Član je Odbora za ekonomske nauke Srpske akademije nauka i umetnosti (SANU).

## Dela

### Objavljene Knjige
1. Sistem sticanja i raspodele dohotka i raspodela rezultata rada (koautor sa V. Frankovič, S. Popov i Z. Popov), Informator, Zagreb, 1979.
2. Dohodak u jugoslovenskoj privredi – sticanje i raspodela (koautor sa više saradnika i redaktor zajedno sa S. Popov i V. Frankovič), Institut ekonomskih nauka, Beograd, 1981.
3. Efikasnost jugoslovenskog privrednog sistema – Stvarnost i mogućnosti, IIC - Beograd, CKD – Zagreb, 1982.

### Radovi objavljeni u naučnim i stručnim publikacijama
1. "Savetovanje o daljem razvoju privrednog sistema" (prikaz), Ekonomska analiza, 1-2/1971.
2. "Još jednom o besparici" (osvrt), Gledišta, 1/1972.
3. "Teorijski modeli ponašanja samoupravnog preduzeća i defekti u alokaciji resursa", Ekonomska misao, 4/1974.
4. "Investicioni kriterijumi u samoupravnoj privredi", Gledišta, 2/1975.
5. "Neke privredno-sistemske pretpostavke efikasnije razvojne politike", Ekonomska misao, 4/1975.
6. "Jugoslovensko preduzeće i teorija o ponašanju samoupravne tržišne privrede", Ekonomska analiza, 1-2/1976.
7. "Akumulacija u modelu ponašanja jugoslovenskih samoupravnih privrednih subjekata", Ekonomska analiza, 1-2/1977.
8. Gudrun Leman: Das jugoslavische Modell, Koln, 1976. (prikaz), Ekonomska analiza, 1-2/1977.
9. "Preduslovi za efikasnije funkcionisanje društvenog dogovaranja", Ekonomska misao, 2/1978.
10. "Jedan model uređivanja cena u jugoslovenskoj privredi", Ekonomska misao, 1/1981.
11. "", , 3/1981.
12. "Mogućnosti poboljšanja efikasnosti jugoslovenskog privrednog sistema", u Ekonomski zbornik SANU, knjiga I, 1982.
13. "Privredno-sistemski zakoni", u Ekonomski zbornik SANU, knjiga II, 1982.
14. "Radna snaga u Jugoslaviji", (rasprava o knjizi), Marksistička misao, 1/1983.
15. "Privredni razvoj i privredni sistem Jugoslavije", (prikaz), Ekonomska misao, 1/1983.
16. "Teorija samoupravne tržišne privrede i jugoslovenska ekonomska kriza", Ekonomska misao, 3/1984.
17. "Brže do istovremenih, uzajamno usklađenih i našim uslovima ekonomski prilagođenih rešenja", u knjizi Rasprave 4, Centar za marksizam Univerziteta u Beogradu, 1984.
18. "Samoupravni sistem formiranja i upotrebe akumulacije kao pretpostavka efikasnog razvoja", Ekonomska misao, 4/1984.
19. "Osnovni koncept jugoslovenskog društveno-ekonomskog sistema i funkcija društvenog blagostanja", Ekonomska analiza, 4/1984.
20. "Savetovanje ekonomista Srbije o društveno-ekonomskom razvoju i ekonomskoj politici SR Srbije u 1985. godini", Ekonomika udruženog rada, 12/1984, (osvrt).
21. "Socijalizam i ekonomske zakonitosti", Marksistička misao, 5/1985, (osvrt na Zbornik).
22. "Uključivanje zaposlenih u upravljanje društvenim kapitalom", Zbornik sa naučnog skupa Prvi radnički savjet, Split, 1985.
23. "O nekim ekonomskim rešenjima u dogovoru o sticanju i raspodeli dohotka u SR Srbiji", Ekonomika udruženog rada, 5/1985.
24. "Akumuliranje društvenog kapitala i njegovo tržište u jugoslovenskoj privredi", Ekonomska misao, 1/1986.
25. "Uticaj raspodele na X – i alokativnu efikasnost jugoslovenskog preduzeća", u Zborniku Samoupravljanje in ekonomska učinkovitost, Ekonomska fakulteta, Ljubljana, 1986.
26. "Tržišno privređivanje društvenim sredstvima – eksterni i interni uslovi za efikasnost samoupravnog preduzeća", u Ekonomska efikasnost i samoupravljanje, IIC, Beograd, 1986.
27. "Sistem raspodele u Dugoročnom programu i postprogramskoj regulativi", u Zborniku, Dugoročni program tri godine posle, NIGRO "Privredni pregled", MCCK Srbije, Naučna sekcija Saveza ekonomista Jugoslavije, Beograd, 1986.
28. "O minimalnoj sistemskoj osnovi za delotvornu ekonomsku politiku", u Jugoslovenska privreda između stagnacije i razvoja, IEN, Beograd, 1986.
29. "Unutrašnje determinante srednjeročnog i dugoročnog razvoja Jugoslavije", deo koautorske knjige, Jugoslavija u svetskoj privredi na pragu XXI veka, konzorcijum ekonomskih instituta i Informator, Beograd – Zagreb, 1986.
30. "Investiranje u novo preduzeće", Vesnik, izdanje Investbanke, Beograd, 1987.
31. "Stvara li društveni kapital u samoupravnom preduzeću nerešive probleme?", Ekonomska misao, 1/1987.
32. "Osnivanje i gašenje preduzeća u društvenom sektoru jugoslovenske privrede: Kako do boljih rešenja?", Pregled, 7-8/1987.
33. "Neizlečive boljke modela tržišnog privređivanja društvenim sredstvima, ili istraživačka hipohondrija", Ekonomska misao, 3/1987.
34. "Antiinflaciona politika Jugoslavije i njena interna i eksterna ograničenja", Pregled, Centar za strategijske studije, Beograd, 1987/II.
35. "Stepen moguće tržišnosti i odgovarajuća politika stabilizacije jugoslovenske privrede", referat na naučnom skupu u organizaciji SANU i Univerziteta "Svetozar Marković", Kragujevac, 17. i 18.12.1987, Ekonomski zbornik SANU, knjiga VII, Beograd, 1988.
36. "Društvena kriza i ustavne promene", štampano izlaganje na tribini, III program, 74/1987.
37. "Ekonomski dometi i neke političko-sistemske implikacije tržišnog privređivanja društvenim sredstvima", III program, 75/1987.
38. "Jugoslovenska razvojna politika i privredni sistem u delu prof. Nikole Čobeljića", specijalno izdanje Ekonomske misli, 1/1988, u povodu 75 godina života Nikole Čobeljića, rubrika "Odziv na radove".
39. "Nezaposlenost u svetlu jugoslovenskih razvojnih problema", Marksistička misao, 3-4/1988.
40. "Pokrajinske pretenzije na (dalju) državnost i po ekonomskim funkcijama", Marksistička misao, 6/1988.
41. "Motivacija, ekonomska efikasnost i subjekti društvene svojine", u Subjekti društvene svojine i njihove ekonomske funkcije, Ekonomski zbornik SANU, knjiga VI, Beograd, 1988.
42. "Društvena svojina i tržište: O mogućem aktiviranju neiskorišćene energije jugoslovenskog modela", u Oblici svojine u socijalizmu, Savremena administracija, Beograd, 1989.
43. "O mogućoj operacionalizaciji 'društvene svojine' u preduzeću i na tržištu", uvodno izlaganje na naučnom skupu MCCK Srbije, 19.6.1989. Marksistička misao.
44. Prilog-rasprava u "AKTUELNI PROBLEMI USTAVA I USTAVNIH PROMENA", SANU, BEOGRAD, 1991, na str. 282-287; učešće u raspravi po pozivu.
45. "Alociranje društvenog kapitala u teorijskim modelima i u stvarnosti", uvodni referat po pozivu na naučni skup u SANU, objavljen u EKONOMSKI ZBORNIK VIII, SANU, BEOGRAD, 1991.
46. "Slabosti u procesu transformisanja društvenih preduzeća", u EKONOMSKI ZBORNIK SANU X, BEOGRAD, 1992.; prilog raspravi - po pozivu SANU.
47. "Javna potrošnja, poresko opterećenje i privredni rast", u EKONOMSKI SIGNALI 12, 1995.; koautor.
48. "O otvorenim pitanjima tzv. tranzicije privrede u Srbiji", prilog na naučnom skupu u SANU održanom 18-19. V 1995, učešće po pozivu; prilog u štampi, u publikaciji SANU "NAUČNI SKUPOVI".
49. "Inkompatibilnost tržišta kapitala i društveno-svojinskog privrednog sistema: kraj jugoslovenskog modela i jedini preostali izlaz", Zbornik radova "Svojina i slobode", Institut društvenih nauka, Beograd, 1996.
50. "Enterprise Restructuring in FR Yugoslavia", in International Conference Proceedings, Challenges and Opportunities for the Economic Transition in Yugoslavia, Economics Institute, USAID and Chesapeake Associates, pp. 147-156, 1998.
51. "Privredni sistem i restrukturiranje preduzeća u Srbiji", u “Strategija obnove i uključivanje preduzeća u svetsku privredu”, savetovanje u organizaciji SEJ, Kopaonik 2000.
52. “Reorganizacija u Zakonu o privrednim društvima i drugim sistemskim zakonima sa osvrtom na privatizaciju”, Izlaganje u okviru prezentacije novog Zakona o privrednim društvima na Pravnom fakultetu u Beogradu 24. 12. 2004, Pravo i privreda, 1-4, 2005.
53. “Analiza privrednosistemske regulative javnog sektora privrede Srbije: Nužni sledeći koraci”, u Izazovi evropskih integracija, Časopis za pravo i ekonomiju evropskih integracija, broj 23/2012, Službeni glasnik, Beograd, 2012.

## Literatura
- Sistem sticanja i raspodele dohotka i raspodela rezultata rada – ceo tekst publikacije (PDF)
- Dohotak u jugoslovenskoj privredi – sticanje i raspodela u COBISS katalogu
- Teorija samoupravne tržišne privrede i jugoslovenska ekonomska kriza
- Nezaposlenost u spletu jugoslovenskih razvojnih problema